# Liên hoan phim Cannes 2018
Liên hoan phim Cannes thường niên lần thứ 71 diễn ra từ ngày 8 đến 19 tháng 5 năm 2018. Nữ diễn viên người Úc Cate Blanchett được chọn làm chủ tịch ban giám khảo. Bộ phim của Nhật Bản Manbiki Kazoku (tựa tiếng Anh: Shoplifters) do Hirokazu Kore-eda đạo diễn đã chiến thắng giải Cành cọ vàng.
Bộ phim tâm lý rùng rợn Everybody Knows của Asghar Farhadi, có sự tham gia của Javier Bardem, Penélope Cruz và Ricardo Darín được chọn chiếu mở màn và tham gia vào phần tranh cử chính. Đây là bộ phim tiếng Tây Ban Nha thứ hai mở màn tại Cannes sau Bad Education của Pedro Almodóvar, phim từng được chiếu vào đêm khai mạc lễ trao giải năm 2004.
Poster liên hoan phim có hình ảnh Jean-Paul Belmondo và Anna Karina từ bộ phim năm 1965 Pierrot le Fou của Jean-Luc Godard. Đây lần thứ hai poster của liên hoan phim lấy cảm hứng từ tác phẩm của Godard sau bộ phim năm 1963 Contempt của ông vào năm 2016. Theo xác nhận chính thức từ ban tổ chức, poster được truyền cảm hứng và bày tỏ sự tri ân đến tác phẩm của nhiếp ảnh gia người Pháp Georges Pierre.

## Giám khảo

### Tranh cử chính
- Cate Blanchett, nữ diễn viên người Úc, Chủ tịch Ban giám khảo[3][6]
- Chang Chen, nam diễn viên người Đài Loan
- Ava DuVernay, đạo diễn người Mỹ
- Robert Guédiguian, đạo diễn người Pháp
- Khadja Nin, ca sĩ-nhà viết nhạc người Burundi
- Léa Seydoux, nữ diễn viên người Pháp
- Kristen Stewart, nữ diễn viên người Mỹ
- Denis Villeneuve, đạo diễn người Canada
- Andrey Zvyagintsev, đạo diễn người Nga

### Un Certain Regard
- Benicio del Toro, nam diễn viên người Puerto Rico, Chủ tịch Ban giám khảo[7]
- Kantemir Balagov, đạo diễn người Nga[8]
- Julie Huntsinger, giám đốc điều hành người Mỹ của Liên hoan phim Telluride
- Annemarie Jacir, biên kịch và đạo diễn người Palestin
- Virginie Ledoyen, nữ diễn viên người Pháp

### Camera vàng
- Ursula Meier, đạo diễn phim người Thụy Sĩ, Chủ tịch Ban giám khảo[9]
- Marie Amachoukeli, đạo diễn người Pháp[10]
- Iris Brey, nhà phê bình, đạo diễn và biên kịch người Pháp-Mỹ
- Sylvain Fage, chủ tịch người Pháp của Cinéphase
- Jeanne Lapoirie, nhà quay phim người Pháp
- Arnaud và Jean-Marie Larrieu, đạo diễn và biên kịch người Pháp

## Kết quả

### Giải thưởng chính
Tranh cử chính
- Cành cọ vàng: Manbiki Kazoku của Hirokazu Kore-eda
- Giải thưởng lớn: BlacKkKlansman của Spike Lee
- Đạo diễn xuất sắc nhất: Paweł Pawlikowski cho Cold War
- Kịch bản hay nhất:
  - Alice Rohrwacher cho Happy as Lazzaro
  - Jafar Panahi và Nader Saeivar cho 3 Faces
- Nữ diễn viên xuất sắc nhất: Samal Yeslyamova cho Ayka
- Nam diễn viên xuất sắc nhất: Marcello Fonte cho Dogman
- Giải của Ban Giám khảo: Capernaum của Nadine Labaki